# Zvonimir Ljevaković
Zvonimir Ljevaković (Lipik, 11. travnja 1908. – Zagreb, 24. listopada 1981.) bio je hrvatski folklorist, etnograf i etnokoreograf te jedan od utemeljitelja i prvi umjetnički ravnatelj Ansambla LADO. 

## Životopis
Zvonimir Ljevaković bio je marljivi istraživač narodne tradicije i kulturne baštine te začetnik etnokoreologije i utemeljitelj reproduktivne folklorne plesne umjetnosti u Hrvatskoj. Od 1945. do 1947. bio je kustos zagrebačkoga Etnografskoga muzeja i suradnik Ministarstva prosvjete. Godine 1949. bio je jedan od utemeljitelja Ansambla narodnih plesova i pjesama LADO (tadašnjega Državnoga zbora narodnih plesova i pjesama) i sve do umirovljenja 1973. njegov dugogodišnji umjetnički ravnatelj. Od 1967. do smrti bio je umjetnički voditelj Međunarodne smotre folklora u Zagrebu. Ladarke, Prigorski plesovi, Posavski plesovi, Baranjska žetva, Slavonske kraljice, Vrličko kolo, Krčki tanac i Linđo samo su neke od antologijskih Ljevakovićevih folklornih koreografija, koje Ansambl LADO i danas često izvodi. Zbog Ljevakovićeva samosvojnoga stila prilagodbe hrvatskih narodnih plesova i običaja za scensko izvođenje, mnogi ga kolege etnolozi i koreografi smatraju tvorcem tzv. zagrebačke škole folklora.

## Vanjske poveznice
- Ljevaković, Zvonimir Hrvatska enciklopedija. LZMK (životopis)
- HDS ZAMP: Zvonimir Ljevaković (popis djela)
- Discogs.com: Zvonimir Ljevaković (diskografija)
- Ansambl LADO – O nama: Povijest
- Večernji.hr – Denis Derk: »Osnivač Lada Zvonimir Ljevaković konačno dobio bistu u Zagrebu«
- Večernji.hr – Denis Derk: »Slavljenička večer Lada posvećena neponovljivom Zvonimiru Ljevakoviću«